# Cephaloziella parvifolia
Cephaloziella parvifolia là một loài rêu trong họ Cephaloziellaceae. Loài này được Arnell mô tả khoa học đầu tiên..